# Municipio de Mocorito
El municipio de Mocorito es un municipio del estado de Sinaloa, México. Se ubica en la región noroeste del Estado. Sus coordenadas son 25°28′52″N 107°55′13″O / 25.48111, -107.92028. Con una altitud que varía entre 50 y 975 metros. Por su superficie, ocupa el décimo segundo lugar estatal, ya que cuenta con una extensión territorial de 2566 km² de superficie, representando el 4,4% del total de la entidad y el 0.13% del país. Limita al norte con el municipio de Sinaloa, al sur con Navolato, al sureste con Culiacán, al este con Badiraguato y al oeste con Salvador Alvarado y Angostura. Según el censo del 2015 tenía una población de 45,351
habitantes con un crecimiento negativo en las últimas décadas por la constante migración hacia las grandes ciudades.

## Personas destacadas
- Agustina Ramírez, patriota (1813-1880).
- Eustaquio Buelna Pérez, historiador y político (1830-1907).
- Enrique Moreno Pérez, jurisconsulto (1877-1932).
- Rafael Buelna Tenorio, militar (1890-1924).
- Arnoldo Martínez Verdugo, político (1925-2013).
- Enrique Peña Gutiérrez, médico, escritor y poeta (1914-1998).
- Los Tigres del Norte, músicos regionales, reconocidos en toda América Latina (1968-actualidad).
- Dr. Santos López Leyva, académico y economista destacado.
- Dr.Octavio Paredes López, académico del Cinvestav Irapuato.
- Ernesto Ríos Rocha, muralista, compositor, escultor y pintor.
- Carlos Antonio Sosa Valencia, ingeniero, empresario, gestor cultural, y filántropo.[4][5][6][7]
- Walter Ibarra jugador de béisbol profesional, juega con Leones de Yucatán en Liga Mexicana de Béisbol y con Águilas de Mexicali en Liga Mexicana del Pacífico.

## Flora y fauna
En Mocorito se pueden identificar perfectamente las tres regiones climáticas que se encuentran en el estado de Sinaloa: sabana tropical al occidente; montañoso al oriente y una zona de transición en su zona central, por lo que se distinguen tres pisos de vegetación: la de coníferas, robles, encinos y pinos en las altas montañas; amapas, ébanos, cedros y sabinos en sus estribaciones, al igual que hierbas y matorrales en la zona costera, donde proliferan manglares, guamuchilero, mezquites e higueras silvestres. La mayor parte de las tierras de cultivo son de carácter temporal, con cultivos como el arroz, cacahuate, soya, cártamo, trigo, semilla de algodón, ajonjolí, frijol, sorgo y algodón en pacas, caña de azúcar, maíz; frutales como melón, sandía, aguacate, mango, naranja y papaya.

## Subdivisión política
El municipio de Mocorito tiene actualmente seis sindicaturas, las cuales se mencionan a continuación:
- Cerro Agudo
- El Valle de Leyva Solano
- Melchor Ocampo
- Pericos
- Rosa Morada
- San Benito

## Demografía

### Localidades
Las 10 más pobladas en 2010 de acuerdo con el censo de INEGI son las que a continuación se enlistan:
| Localidad                               | Población |
| Total Municipio                         | 45,847    |
| Pericos                                 | 6,341     |
| Mocorito                                | 5,426     |
| Caimanero                               | 2,041     |
| Melchor Ocampo                          | 1,933     |
| Recoveco                                | 1,618     |
| Higuera de los Vega                     | 1,256     |
| Potrero de los Sánchez (Estación Techa) | 1,205     |
| Cerro Agudo                             | 1,003     |
| El Valle de Leyva Solano (El Valle)     | 955       |
| Rancho Viejo                            | 838       |

## Mocorito colonial

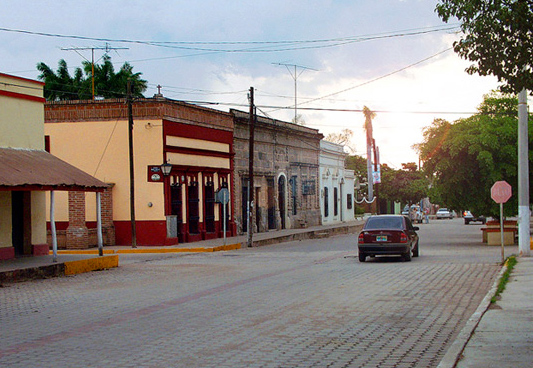
Calles de Mocorito.

Los mitos, leyendas, historias fantásticas son parte de la cultura de un pueblo. En Mocorito se cuentan de generación en generación historias de almas en pena y de animales que se vuelven hombres o viceversa.
Entre los antiguos callejones no es difícil imaginar la veracidad de estas leyendas, soñando con damas de blanco que caminan sin tocar el suelo o doncellas que mueren de amor esperando la llegada de su amante, así este es un pueblo romántico por tradición.
En el Municipio existen viejas casonas y construcciones que tienen un significado especial en su historia. Entre las más importantes se tiene a la iglesia de Mocorito antecedida por una capilla de adobe levantada por los españoles. Esta capilla fue destruida para iniciar la construcción de un templo más sólido con el trabajo de los indios y se terminó hasta el siglo XVII. Por eso tiene una mezcla de estilos: La parte central de la fachada es de cantera rústica y el resto del frente incluyendo la torre es de ladrillo. Dentro del templo se encuentran 14 grabados que datan del siglo XVI, representando el viacrucis, obras con una antigüedad de más de 400 años.
El municipio cuenta con otras construcciones que data de esta época como las Iglesias de Capirato y Comanito.

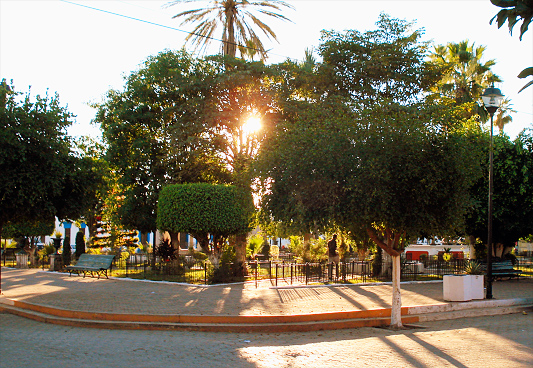
Plaza Hidalgo de Mocorito.

El lugar preferido de todos los pueblos es su Plazuela. La de Mocorito se empezó a construir en 1900. Fue inaugurada con el nombre de "Hidalgo" el 16 de septiembre de 1902, de ahí se sacaron diez carretones de osamenta humana pues como era la costumbre de religiosos y españoles, el entierro se realizaba en los atrios de sus iglesias y los terrenos contiguos a estos.
Mocorito ha aportado a Sinaloa y al país el ejemplo de tres grandes héroes: Doña Agustina Ramírez, el licenciado Eustaquio Buelna y el general Rafael Buelna Tenorio.
En agradecimiento a ello se creó una plazuela situada en los terrenos que antiguamente eran del mercado público. Este lugar típicamente colonial es el paraíso de las parejas románticas por sus hermosos rincones cubiertos de follaje.
En la plazuela destacan las tres esculturas de bronce que representan a estos Mocoritenses heroicos y le dan su nombre "La Plaza de los Tres Grandes".

## Gastronomía
La comida es un rasgo cultural en las tradiciones de los Mocoritenses. La buena fama de los productos que ahí se elaboran ha recorrido no sólo el Estado, sino trascendido a nivel nacional e internacional: el chilorio, chorizo, la machaca, las palomas y el jamoncillo hacen que la visita a este pueblo se convierta en un hermoso paseo.

## Tradiciones y costumbres

### Fiesta de la purísima

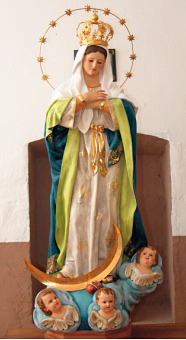
La Inmaculada Concepción, patrona de Mocorito.

La celebración de la Fiesta de la Purísima Concepción es uno de sus atractivos. Desde hace casi 100 años se celebra el 8 de diciembre a la Virgen Patrona de la iglesia. Es una fiesta popular que dura una semana, que congrega a los Mocoritenses y pobladores que viven en sus alrededores así como a los visitantes de la Región. Para la celebración de esta gran feria anual se levanta una enramada donde la banda Mocoritense, tradición también de este pueblo, toca toda la noche para que los asistentes bailen al son de su música. Juegos pirotécnicos, juegos de azar, juegos mecánicos y la algarabía de comerciantes que se colocan alrededor de la Plazuela, le dan a esta fiesta un colorido y esplendor popular.

### Carnaval
El carnaval de Mocorito se viene realizando de años atrás. Al inicio de la Cuaresma empieza la fiesta el sábado, siguiendo el domingo, lunes y martes. El primer día la gente se reúne en la plazuela esperando se conozca la identidad del malhumor que se quemará esa noche. Para el domingo los niños se han preparado para desfilar. El lunes son los adultos quienes desfilan. Cada uno se empeña en que su carro alegórico sea el mejor diseñado, así como el disfraz que llevan. El martes para cerrar con broche de oro la diversión y alegría se juntan niños, jóvenes y adultos en un solo festejo con el tercer desfile que recorre las calles con la banda de música tras ellos.

### Música

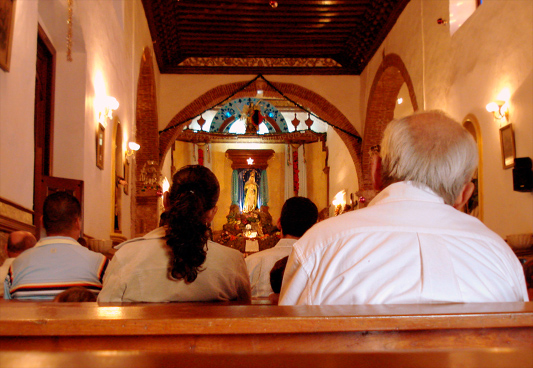
Dentro de la iglesia de la Inmaculada Concepción.

La música no podía faltar ya que es una de las más profundas tradiciones. José Rubio Quiñónez heredero de la música sinaloense, promotor de una de las bandas populares de Sinaloa. La Banda "Los Hermanos Rubio de Mocorito" ha recorrido el país desde Tijuana hasta el Distrito Federal, tocando las alegres notas de la tambora: los sones "El Niño Perdido", "El Toro Viejo", "Brisas de Mocorito", "El Sinaloense", "El Palo Verde" y muchas más.

### Carreras de caballos
Mocorito es famoso por sus carreras de caballos. En este lugar se han dado las más grandes concentraciones de carreristas y apostadores de la región. Se han escenificado las carreras más famosas del siglo, como fue la que se cantó en el corrido de El Alazán y El Rocío.

### Personajes y artistas de Mocorito
Mocorito fue llamado en una época "La Atenas Sinaloense" ya que se ha distinguido por su innata vocación a las bellas artes. Fue asiento de una gama cultural que es orgullo de los sinaloenses. Varios son los que en Mocorito han encontrado la inspiración para sus obras ya sean literarias, plásticas, históricas o transformadoras. El gran muralista David Alfaro Siqueiros recuerda que en este lugar ingresó a las fuerzas de la revolución. Cuando fue excarcelado era su intención volver al lugar como un simbolismo reiterando su lucha por un México mejor.
- José Ramón Velázquez, escritor de hechos y anécdotas. Sus historias vienen de las voces del pueblo con su tema principal que es Mocorito.
- Héctor López Gamez, pintor Mocoritense, estudió la carrera de Derecho y Ciencias Sociales por obligación, después estudió por gusto Artes Plásticas en una escuela de Estados Unidos. Se inclina por la figura humana, los paisajes, así como temáticas surrealistas.
- Ernesto Ríos Rocha, pintor y muralista Mocoritense. En sus inicios se enfocó al retrato de los que logró hacer más de tres mil en cuatro años, después, maduro, se sintió atraído por los murales que le han dado renombre con muestra a varios estados de la república sobresaliendo el realizado en el Polideportivo Juan S Millán de Culiacán y el de la biblioteca de la Universidad Autónoma de Sinaloa en Guamúchil.
- Dr. Enrique Peña Gutiérrez, médico, poeta y escritor. Formó parte de una comisión científica que hizo el estudio de la lepra y tuberculosis en Sinaloa para la Academia Mexicana de Medicina. Después se dedicó a la agricultura produciendo el FERTIMOC, fertilizante que ayuda a tener una mayor producción en los cultivos. Editó la revista "Brechas" y escribió el libro "Fueron Cinco de a Caballo" entre otros.

## Áreas turísticas

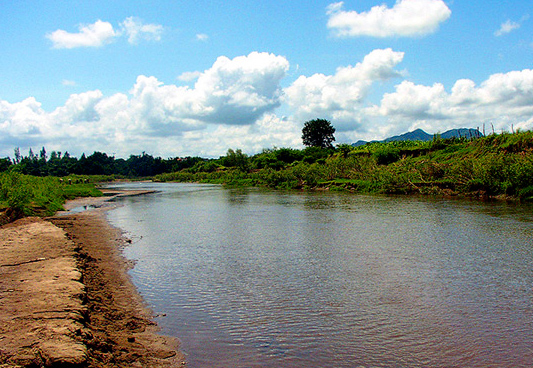
El Río Mocorito.

El río, las aguas termales, la arquitectura de sus Iglesias, las arboledas, las albercas municipales, la caza deportiva, invitan a los visitantes a conocer Mocorito, municipio destacado en la historia.
El Río Mocorito, es el tradicional paseo de familias, jóvenes y visitantes que disputan de sus aguas y de la sombra de sus álamos centenarios.
Sus atractivos naturales se extienden por las comunidades de La Huerta, Palmarito, Bebelarna, El Álamo, Potrerillos, Las Tahonas y la Cabecera municipal (la ciudad de Mocorito). Cuenta con aguas termales abundantes, destacando por sus propiedades curativas las de La Huerta, Palmarito y San Benito, los cuales son un gran atractivo para los visitantes y pobladores de la región, muy visitados en las vacaciones de Semana Santa.